# USS Iowa (BB-61)
USS Iowa (BB-61) je vyřazená bitevní loď Námořnictva Spojených států amerických, postavená během druhé světové války a sloužící až do doby války v Perském zálivu. Jednalo se o první postavenou jednotku třídy Iowa.

## Stavba
Kýl lodi byl založen 27. června 1940 v loděnici Brooklyn Navy Yard v New Yorku. Trup byl spuštěn na vodu 27. srpna 1942, přičemž loď pokřtila Ilo Wallace, manželka tehdejšího viceprezidenta USA, jímž byl Henry Wallace. Do služby se loď dostala 22. února 1943 a ihned se zapojila do válečných operací.

## Druhá světová válka

### 1943

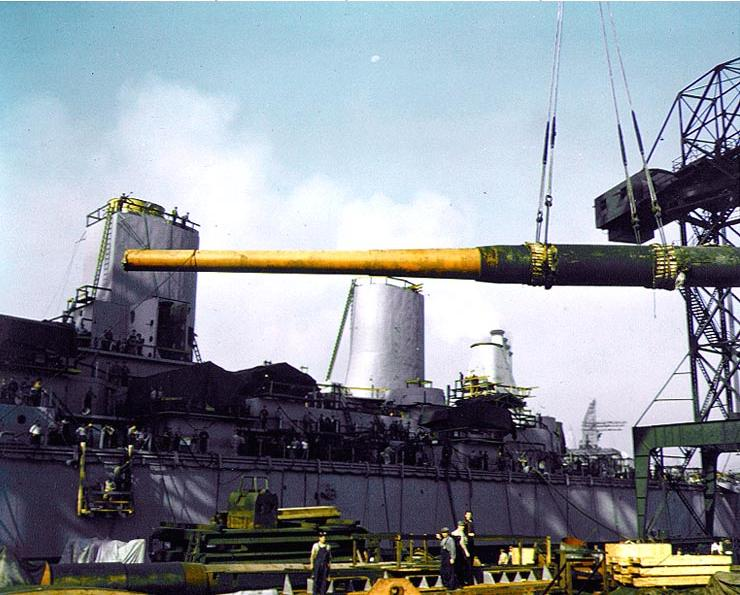
Instalace kanónu ráže 406 mm, 1942

Po vstupních testech v zátoce Chesapeake loď odplula na námořní základnu v kanadském Newfoundlandu, který byl tehdy britským dominiem, aby zde byla v záloze pro případ pokusu vyplutí německé bitevní lodi Tirpitz na otevřené moře. Na podzim pak loď přepravila amerického prezidenta Franklin D. Roosevelta do Casablanky, odkud pak pokračoval na Teheránskou konferenci. Po skončení konference Iowa přepravila prezidenta zpět do USA. Během cesty došlo k incidentu, kdy posádka torpédoborce USS William D. Porter vypálila na loď s prezidentem torpédo. Incidentu zabránil kapitán Iowy změnou kurzu.

### 1944

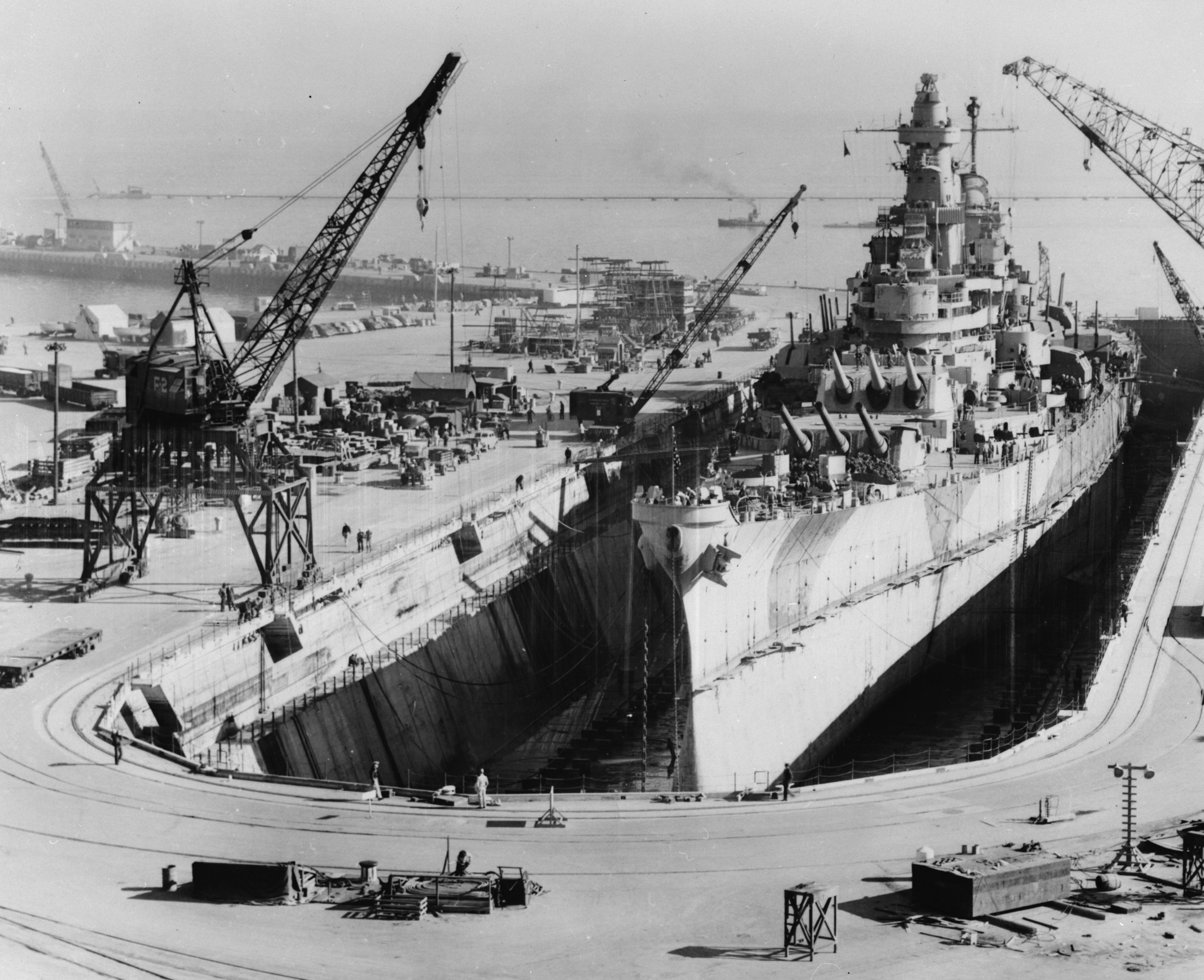
Iowa v suchém doku, 1945

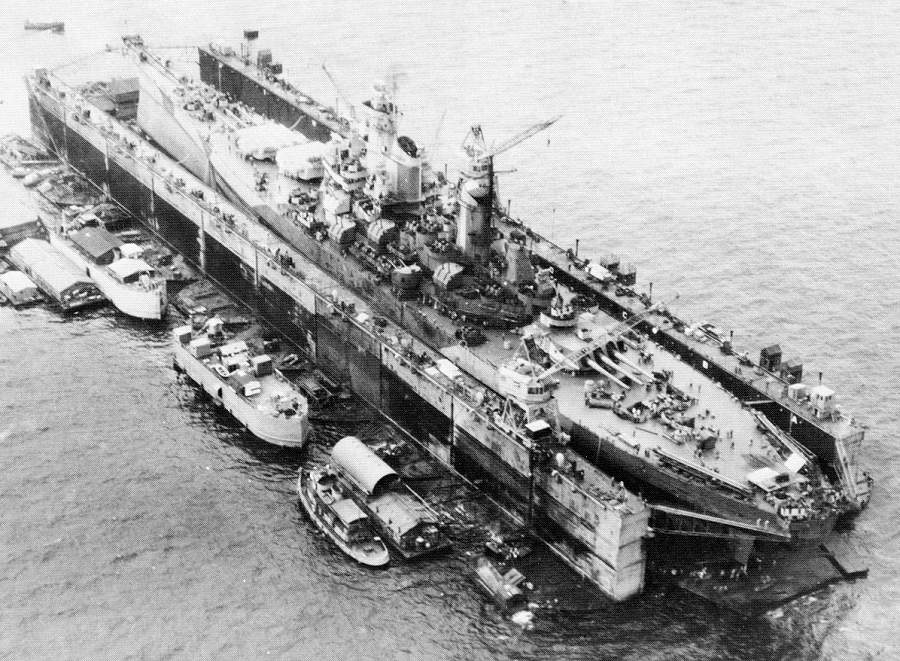
Iowa v plovoucím suchém doku, 1944

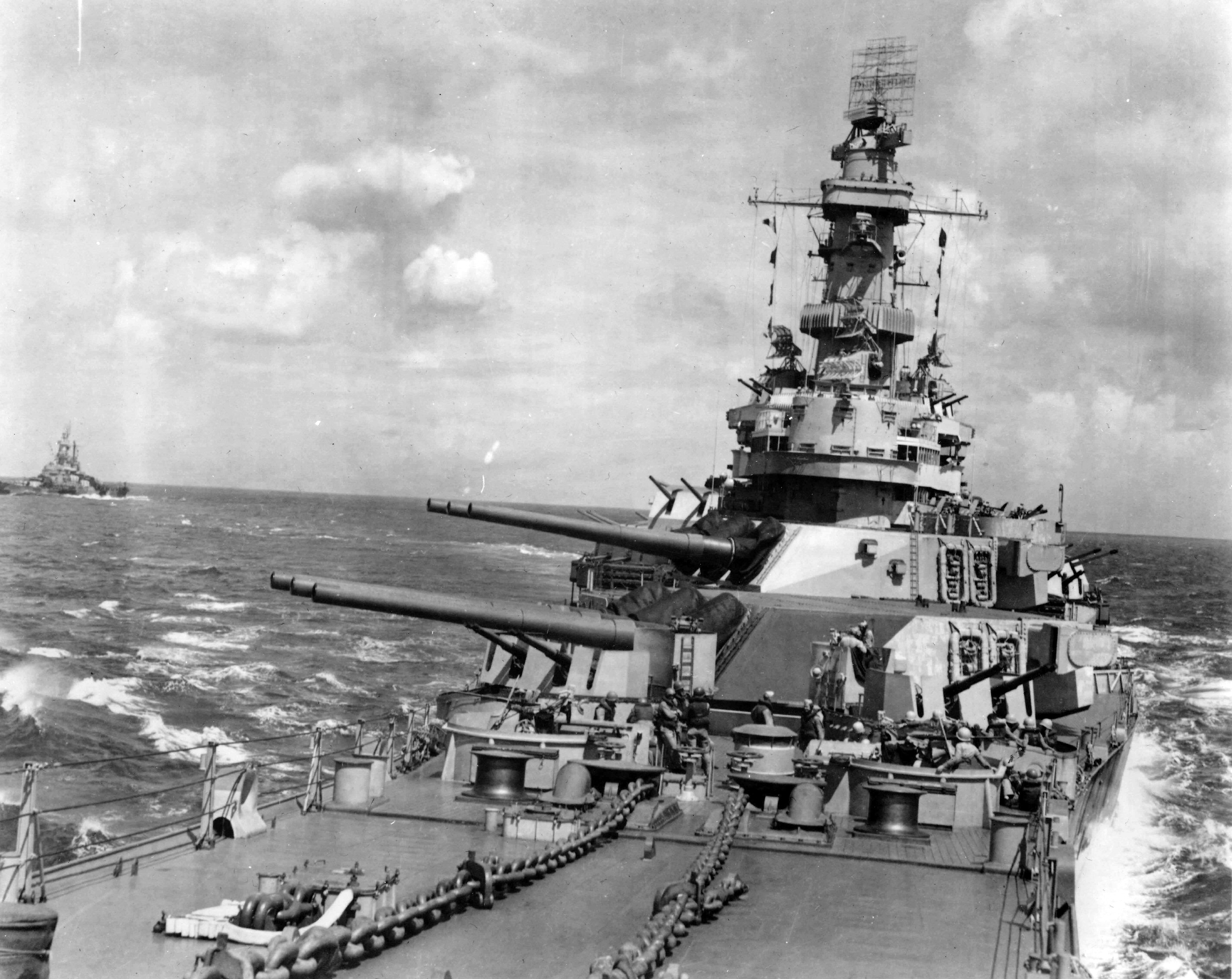
Iowa a USS Indiana v Pacifiku

Později se z lodi stala vlajková loď 7. divize bitevních lodí a 2. ledna 1944 odplula do Pacifiku, aby se zapojila do ofenzivy proti Japonsku. Jejím bojovým křtem byly boje o Marshallovy ostrovy. Mezi 29. lednem a 3. únorem Iowa podporovala letadlové lodě útočící na atoly Kwajalein a Eniwetok. Následující operací byla podpora letadlových lodí při náletech na Truk. Iowa byla součástí amerických sil, které měly za úkol zničit japonské lodě, které by se pokusily z atolu uniknout. Dne 21. února 1944 se loď připojila ke svazu rychlých letadlových lodí TF 58, který postupně napadl japonské cíle na Saipanu, Tinianu, Guamu v Marianách. Dne 18. března Iowa, spolu s oddílem bitevních lodí, ostřelovala atol Mili. Byla zde dvakrát zasažena projektilem ráže 127 mm, ale nebyla nijak poškozena. Koncem března se loď opět připojila k TF 58 a podporovala útoky proti Palau a Woleai v souostroví Karolíny.
Od 22. do 28. dubna 1944 loď podporovala útoky v oblasti Nové Guiney a poté se opět připojila k TF 58, se účastnila se druhého útoku na Truk ve dnech 29. a 30. dubna 1944. Hned následujícího dne loď ostřelovala japonská zařízení na ostrově Pohnpei. Během vylodění na Marianách se loď podílela především na ostřelování všech hlavních ostrovů. Během bitvy ve Filipínském moři v červnu 1944, byla Iowa součástí uskupení rychlých letadlových lodí TF 58. V této bitvě Japonské císařské námořnictvo ztratilo značnou část zbylé kapacity svých letadlových lodí.
Po bitvě se loď účastnila dalších operací, například 17. září 1944 podpory vylodění a dobytí ostrova Peleliu. Loď byla poté součástí doprovodu letadlových lodí při jejich operacích na centrálních Filipínách, kde se připravovala americká invaze. Od 10. října se Iowa, s dalšími plavidly, přiblížila k Okinawě a byla součástí útoků na souostroví Rjúkjú a Tchaj-wan. Dne 20. října byla Iowa přítomna vylodění generála Douglase MacArthura na Leyte.
Když vylodění začalo, reagovalo Japonské císařské námořnictvo komplikovanou námořní operací, v níž se tři svazy japonských válečných lodí pokusily americký výsadek zničit. Střetnutí s americkým loďstvem v bitvě u Leyte, jedné z největších námořních bitev historie, znamenalo definitivní konec nadějí Japonského císařského námořnictva na obrat ve válce.
V bitvě u Leyte byla Iowa součástí uskupení TG 38.2 kontradmirála Geralda F. Bogana. Loď plula Sibuyanským mořem k úžině San Bernardino, kde byl letecky napaden japonský střední svaz. Když velitel amerických sil, admirál William F. Halsey uvěřil, že střední svaz byl zničen, vydal se TG 38.2 směrem k mysu Engaño, kde měl být napaden japonský severní svaz. Dne 25. října 1944, kdy už se americké válečné lodě blížily k severnímu svazu, došla velení zpráva, nejen že střední svaz nebyl zničen, ale dokonce u ostrova Samar napadl tři skupiny eskortních letadlových lodí s doprovodem a vyloďovací síly na Luzonu jsou tímto útokem skutečně ohroženy. Bitevní lodě tedy byly odvolány na pomoc těmto silám, ale než se mohly do bitvy u Samaru zapojit, podařilo se Japonce odrazit. Iowa poté prošla zbytkem celé bitvy u Leyte a v prosinci roku 1944 odplula na západní pobřeží USA k opravám.

### 1945
Loď doplula 15. ledna 1945 do San Francisca a byla zde až do 19. března, kdy odplula směrem na Okinawu. Sem loď připlula 24. dubna 1945 a zapojila se do operací spojených s dobytím tohoto ostrova. Od 25. května do 13. června 1945 Iowa podporovala útoky letadlových lodí na ostrov Kjúšú, 14. a 15. června na ostrov Hokkaidó a 17.–18. června na ostrov Honšú. Útoky svazů letadlových lodí proti Japonsku loď podporovala až do konce bojových operací dne 15. srpna 1945.
Dne 29. srpna Iowa vplula jako vlajková loď admirála Halseyho v čele okupačních sil do Tokijského zálivu. V zálivu loď zůstala až do 20. září, kdy odplula do USA.

## Poválečná služba

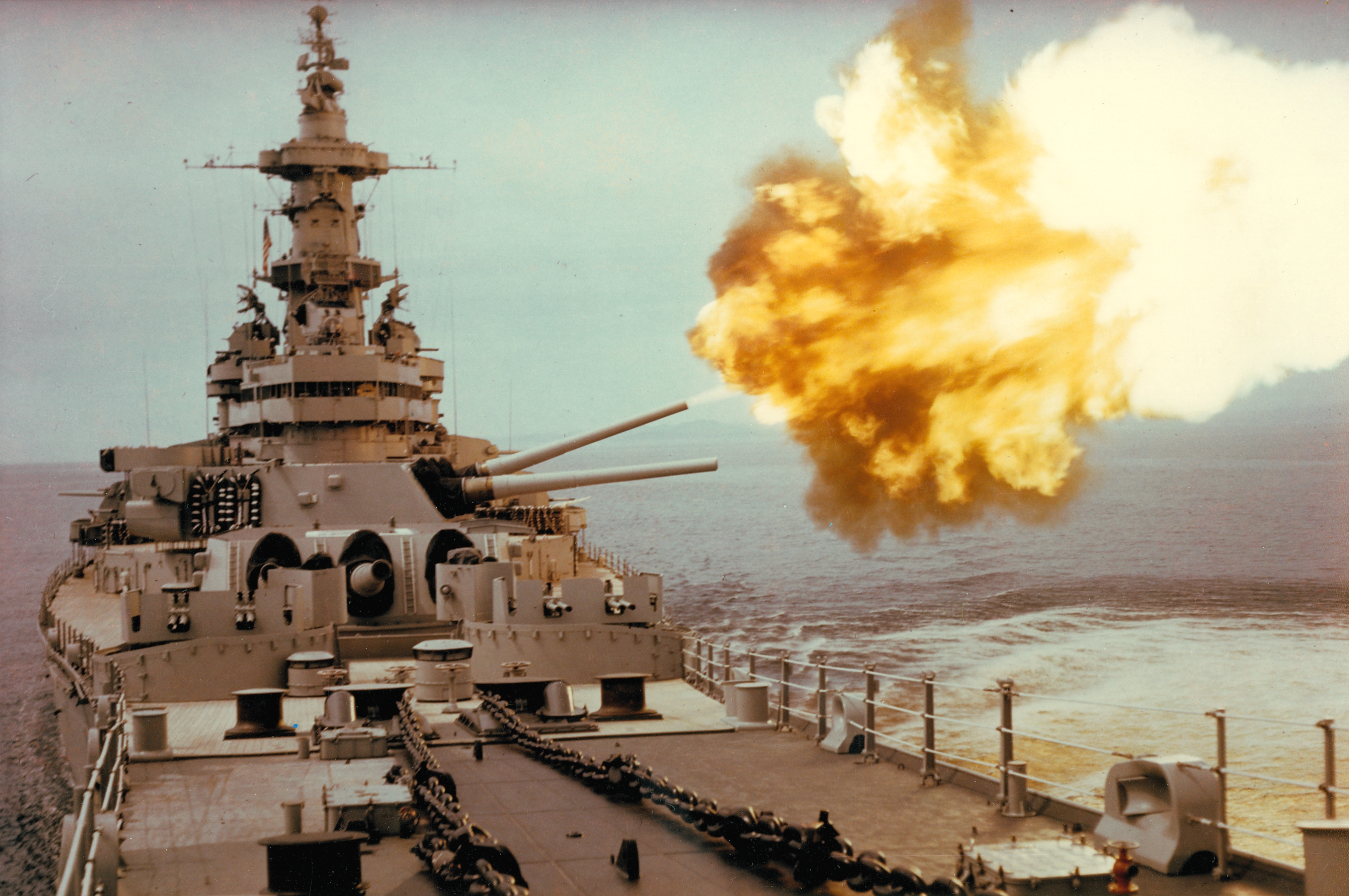
Iowa při střelbě proti severokorejským cílům, 1952

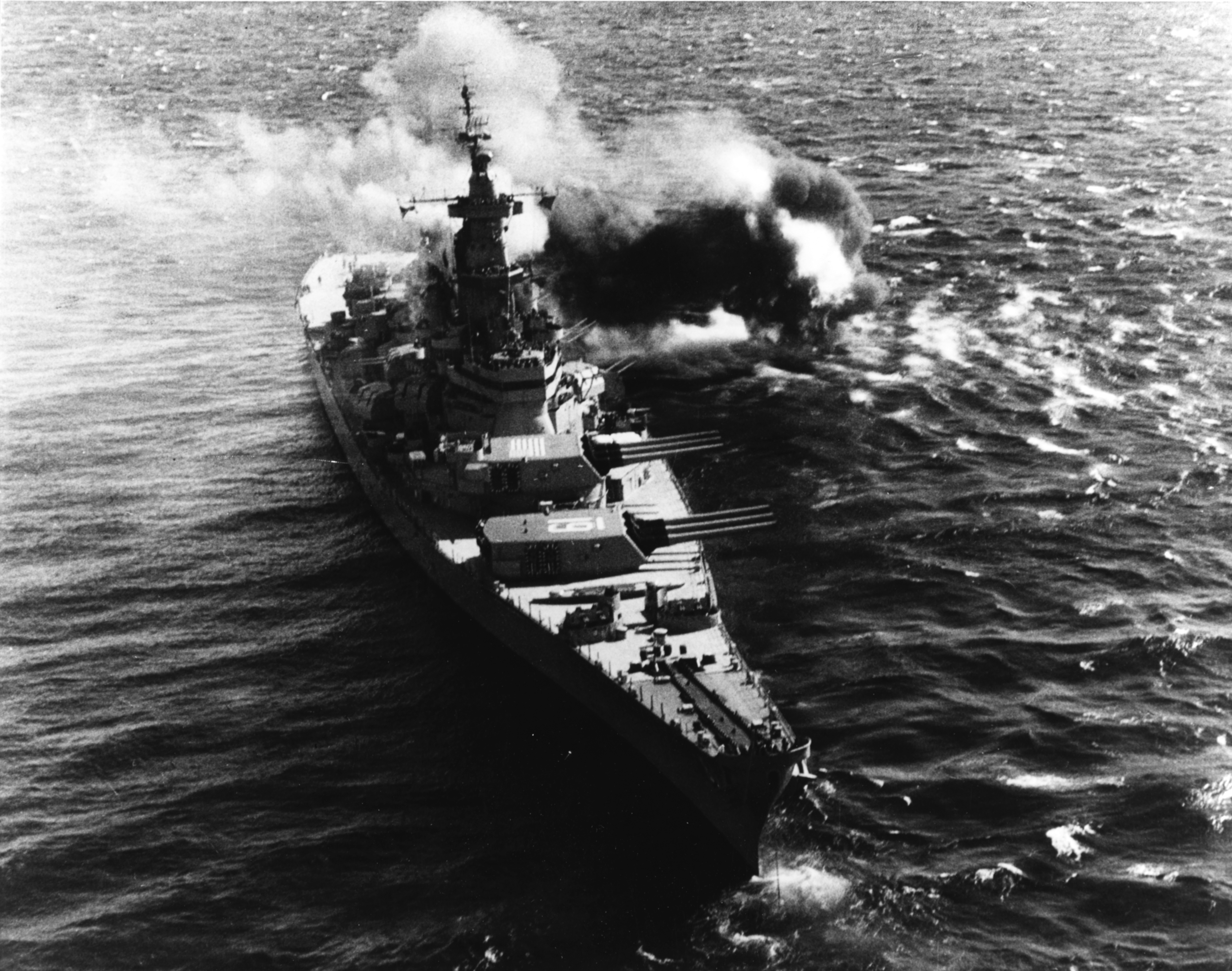
Iowa v akci během korejské války, 1952

Dne 15. října Iowa zakotvila v Seattlu, aby se do japonských vod vrátila až v lednu 1946. Od té doby byla vlajkovou lodí americké 5. floty. V této roli plavidlo sloužilo až do 25. března 1946, kdy se loď opět vrátila do USA. Až do září 1948 se  loď pohybovala na západním pobřeží USA a věnovala se především výcviku. Dne 24. března 1949 pak byla vyřazena ze služby.

### Korejská válka
Americká účast při intervenci sil OSN v korejské válce vedla k reaktivaci části jeho lodí, vyřazených po druhé světové válce ze služby. Iowa byla vrácena do služby dne 25. srpna 1951 pod velením kapitána Williama R. Smedberga III. Loď až do března roku 1952 operovala na západním pobřeží USA, aby poté odplula do Japonska.
Dne 1. dubna 1952 se Iowa stala vlajkovou lodí viceadmirála Roberta P. Briscoea, který byl zároveň velitelem americké 7. floty podporující síly OSN v Koreji. Domovskou základnou lodi byla Jokosuka. Od 8. dubna do 16. října 1952 Iowa operovala na východním pobřeží korejského poloostrova, především svou palbou podporovala jednotky OSN. Když viceadmirál Joseph J. Clark vystřídal viceadmirála Briscoea na pozici velitele 7. floty, zůstala Iowa až do 17. října 1952 jeho vlajkovou lodí. Poté se loď vydala do Norfolku k opravám a v Karibiku absolvovala cvičení. V Koreji bylo mezitím 27. července 1953 podepsáno příměří.

### 1953–1958
Léta po skončení korejské války Iowa strávila převážně v Evropě. V červenci 1953 se jako vlajková loď americké 2. floty zapojila do cvičení sil NATO označeného Operace Mariner. Loď poté sloužila u Atlantické floty a od ledna do dubna 1955 byla Iowa první bitevní lodí ve stavu 6. floty, sloužící ve Středomoří. Poté se loď vrátila do Norfolku pro opravy a do Středomoří se vrátila až 4. ledna 1957. Dne 3. září 1957 se loď účastnila cvičení NATO označeného Operace Strikeback. Dne 24. února 1958 byla loď opět vyřazena ze služby a byla převedena do stavu Atlantické rezervní floty a ukotvena ve Filadelfii.

### 1985–1989

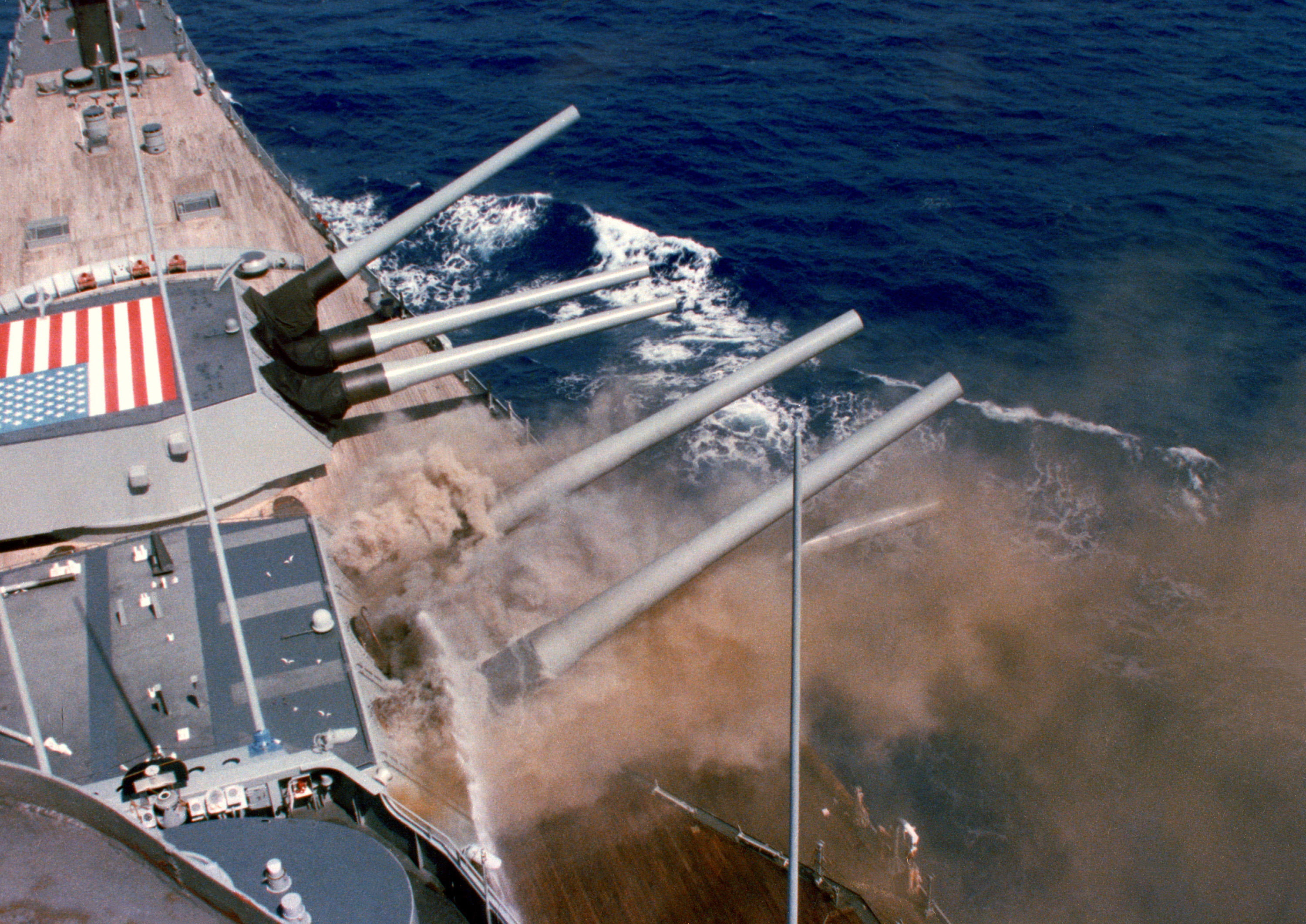
Fotografie druhé dělové věže lodi Iowa těsně po nehodě, při které zahynulo 47 členů posádky. Rok 1989

Po třiceti letech strávených v rezervě byla Iowa v roce 1984 opět reaktivována a modernizována. Modernizace proběhla především v loděnicích Avondale Shipyards v New Orleansu ve státu Louisiana. Vrácení lodi do služby bylo součástí republikánského programu 600-ship Navy, který byl v roce 1980 součástí prezidentské kampaně Ronalda Reagana. Ve stejné době byly reaktivovány a modernizovány i sesterské lodě USS New Jersey, USS Missouri a USS Wisconsin. V letech 1985–1988 se loď opakovaně vracela do evropských vod.
Iowa se v oblasti Perského zálivu účastnila Operace Earnest Will, probíhající od července 1987 do září 1989, při které americké námořnictvo za Íránsko-irácké války chránilo ropné tankery plující z Kuvajtu skrze Hormuzský průliv do Indického oceánu. Jednalo se o největší konvojovou operaci od konce druhé světové války.
Dne 19. dubna 1989 došlo u druhé hlavní dělové věže k výbuchu, při kterém bylo zabito 47 členů posádky. Muniční sklady a další přilehlé prostory věže byly ihned zatopeny, aby se předešlo výbuchu skladů munice a fatálnímu poškození lodi. Vyšetřování jednoznačnou příčinu výbuchu neodhalilo a jako nejpravděpodobnější verzi zvolilo zkrat způsobený statickou elektřinou, jenž inicioval uskladněné prachové náplně. Další vyšetřování a pokusy vedly ke změně postupů při zacházení s prachovými náplněmi. V polovině roku Iowa odplula do Evropy a Středomoří, aniž by byla poškozená věž opravena.

## Definitivní vyřazení

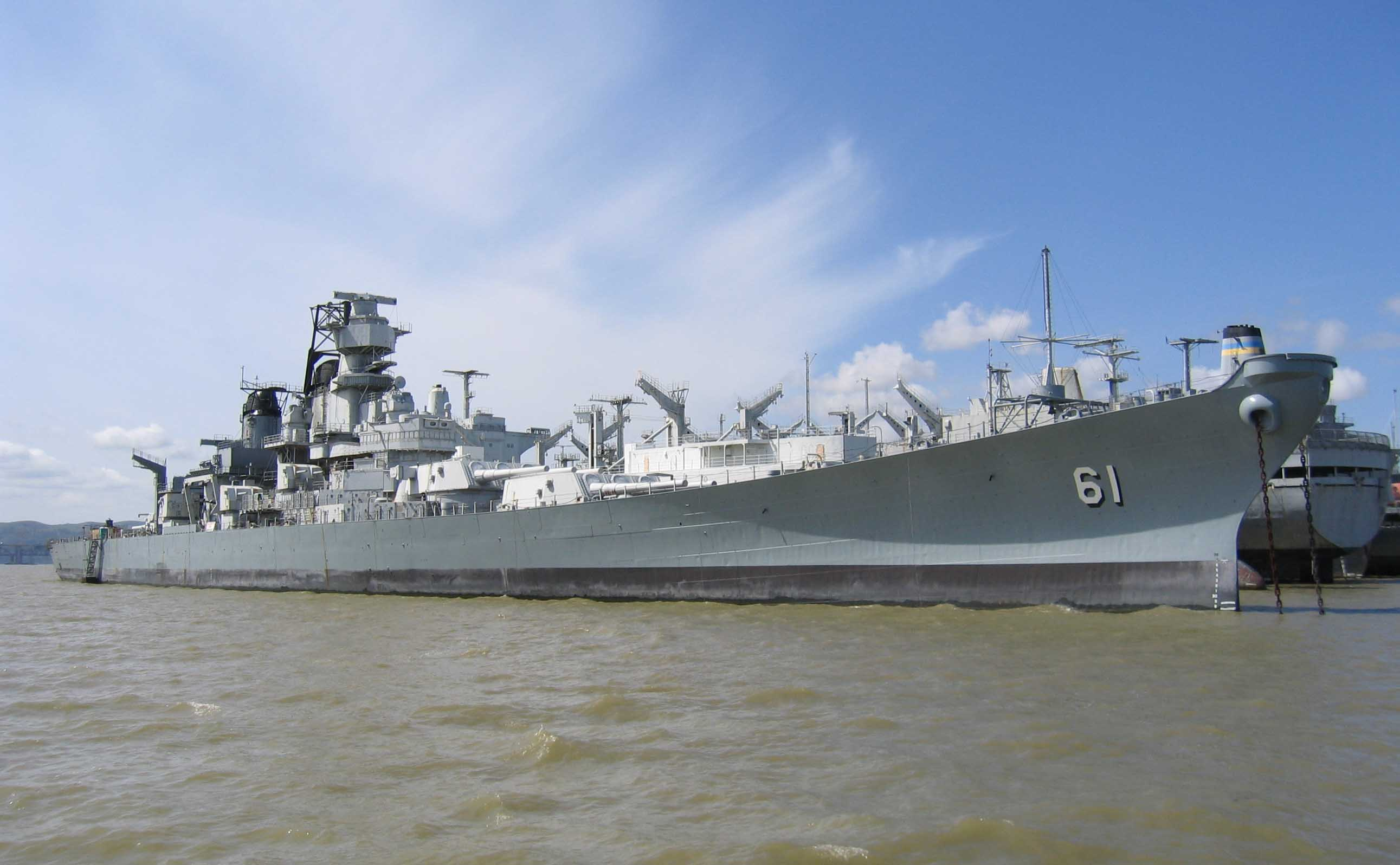
Iowa kotvící po svém vyřazení v Suisun Bay. Stav lodi v roce 2006

Potřetí a prozatím definitivně byla Iowa vyřazena ze služby dne 26. října 1990. Loď byla zařazena do rezervní floty (NRDF – National Defense Reserve Fleet) a v období 24. září 1998 až 8. březen 2001 byla zakotvena v Newportu (stát Rhode Island) vedle letadlové lodi USS Forrestal. Poté byla loď odvlečena do Kalifornie do zátoky Suisun Bay v San Fransiscu a ukotvena zde jako součást rezervní floty. V současnosti několik kalifornských měst uvažuje o využití lodě jako plovoucího muzea (všechny tři sesterské lodě jako plovoucí muzea slouží).
Ze stavu námořnictva byla Iowa vyškrtnuta 17. března 2006. V roce 2006 se ovšem objevila podmínka, že i přes případné využití lodě jako plovoucího muzea, musí být Iowa i nadále schopná případné reaktivace. Stejný požadavek existuje u sesterské lodě Wisconsin a letadlové lodě USS Midway.
Od roku 2012 je ukotvena jako muzeum v Berth 87 (250 South Harbor Blvd), Los Angeles (viz anglická WIKI) a je zpřístupněna jako součást The Battleship USS Iowa Museum.